# Marek Helinurm
Marek Helinurm (* 6. Mai 1963 in Tallinn) ist ein estnischer Hürdenlaufer, der über die 400-Meter-Distanz antrat.
Helinurm ist mehrfacher Estnischer Meister und Teilnehmer bei Europa- und Weltmeisterschaften. Bei den Leichtathletik-Weltmeisterschaften 1993 in Stuttgart scheiterte er mit 50,73 Sekunden in der Qualifikation. Bei den Europameisterschaften 1994 in Helsinki schied er ebenfalls im Vorlauf mit einer Zeit von 51,87 Sekunden aus. Er war estnischer Rekordhalter über die 400-Meter-Hürden mit einer Zeit von 49,86 Sekunden, aufgestellt am 26. Mai 1985 in Tallinn, erst 2015 wurde der Rekord durch Jaak-Heinrich Jagor gebrochen. Er gehörte ebenfalls zur estnischen Rekordstaffel über die 4-mal-400-Meter, die in der Besetzung Aivar Otsalt, Raivo Raspel, Marek Helinurm und Aivar Ojastu am 14. Juni 1987 in Minsk 3:08,4 Minuten lief, dieser Rekord wurde ebenfalls erst 2015 durch die Staffel in der Besetzung Rivar Tipp, Marek Niit, Rauno Künnapuu und Rasmus Mägi unterboten. In den Jahren 1991 und 1992 konnte er jeweils den Estnischen Meistertitel über die lange Hürdenstrecke gewinnen. Bis zu Estlands Unabhängigkeit 1991 startete er für die Sowjetunion, konnte sich aber gegen die starken Alexandr Charlow, Alexander Wassiljew und Wladimir Budko nicht durchsetzen. Seine Spikes hängte er 1994 an den Nagel.
Zu Wettkampfzeiten hatte er bei einer Körpergröße von 1,86 m ein Gewicht von 78 kg.
Helinurm ist seit 1990 mit der früheren Biathletin Kaija Parve verheiratet, das Paar hat drei Töchter. Er arbeitet bei der Tallinner Kriminalpolizei als Oberinspektor im Dezernat für Autodiebstähle. Von 2000 bis 2002 war Helinurm Direktor des Tallinner Reitsportzentrums, bevor er in den Polizeidienst zurückkehrte.
Bei den Kommunalwahlen in Estland am 18. Oktober 2009 trat Helinurm als Listenkandidat für die Zentrumspartei im Wahlkreis Nõmme in Tallinn an, konnte aber keinen Sitz in der Stadtverordnetenversammlung erringen.